# Vaqueiro

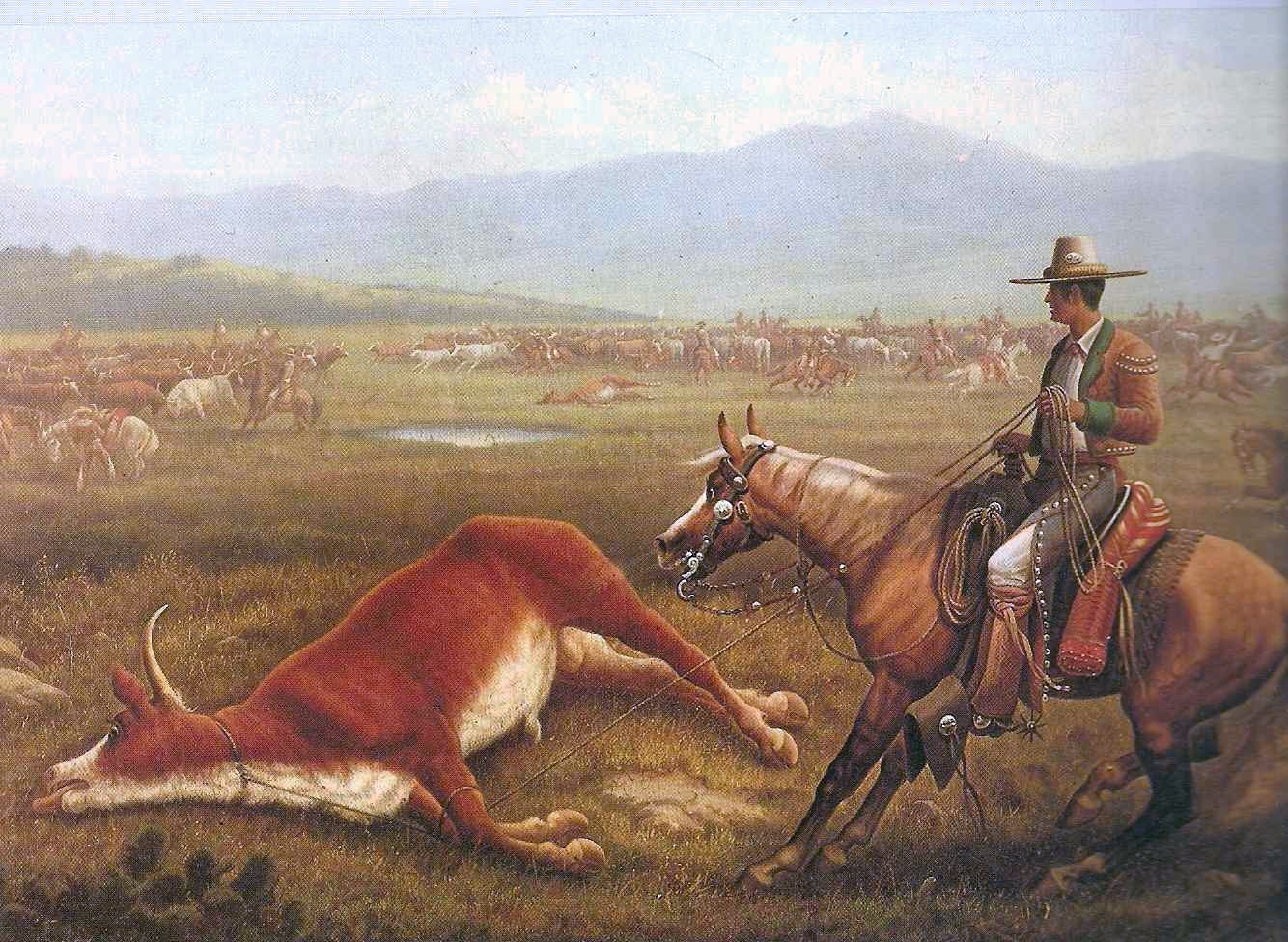
Vaqueiros, c. 1830

Vaqueiro (em castelhano:  vaquero) ou peão (em castelhano:  peón) é um pastor de gado montado a cavalo de uma tradição que tem suas raízes na Península Ibérica e extensivamente desenvolvido no México a partir de uma metodologia trazida da Espanha para a América Latina. O vaqueiro tornou-se a base do cowboy estadunidense. Os vaqueiros das Américas eram os cavaleiros e pastores de gado da Nova Espanha.
O peão (peón), no sul da América do Sul, é o assalariado livre das estâncias. É uma categoria étnico-social inicialmente constituída sobretudo por descendentes ou mestiços de charruas e guaranis que perambulavam nos pampas argentinos, uruguaios e rio-grandenses, e que empregavam-se, eventualmente, para trabalhar nas lides com o gado.

## Etimologia
A palavra vaqueiro deriva da palavra vaca, que por sua vez vem da palavra latina vacca.

## História

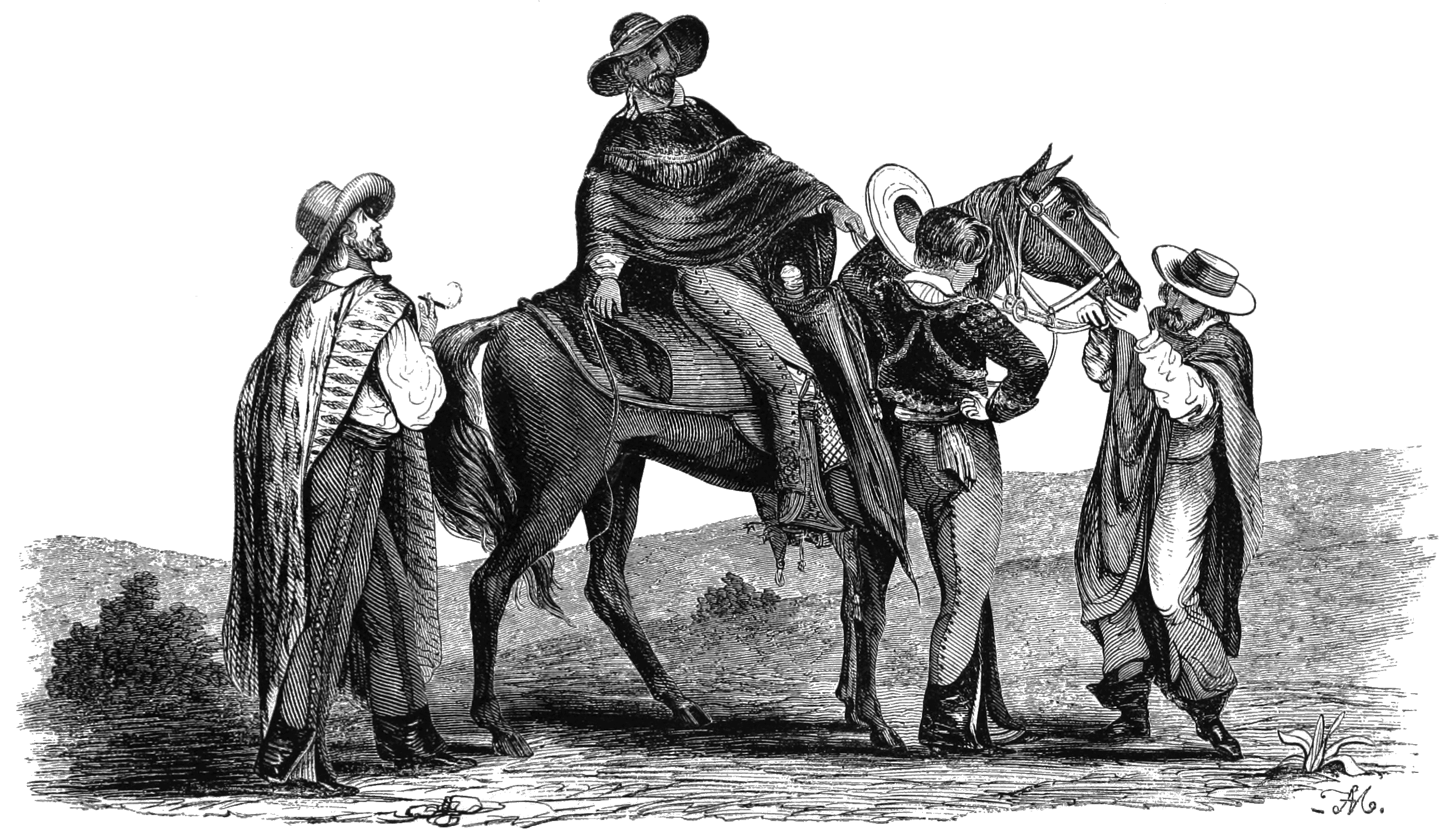
"Rancheros". Mexico, Aztec, Spanish and Republican, Vol. 2. 1852

As origens da tradição vaquero vêm da Espanha, começando com o sistema de haciendas da Espanha medieval. Esse estilo de pecuária se espalhou por grande parte da Península Ibérica e mais tarde foi importado para as Américas. Ambas as regiões possuíam um clima seco com grama esparsa e, portanto, grandes rebanhos de gado requeriam grandes quantidades de terra para obter forragem suficiente. A necessidade de percorrer distâncias maiores do que uma pessoa a pé poderia fazer deu origem ao desenvolvimento do vaqueiro montado a cavalo. Durante o século XVI, os conquistadores e outros colonos espanhóis trouxeram suas tradições de criação de gado, bem como cavalos e gado domesticado para as Américas, começando com sua chegada ao que hoje é o México e a Flórida.

## Brasil

### Nordeste

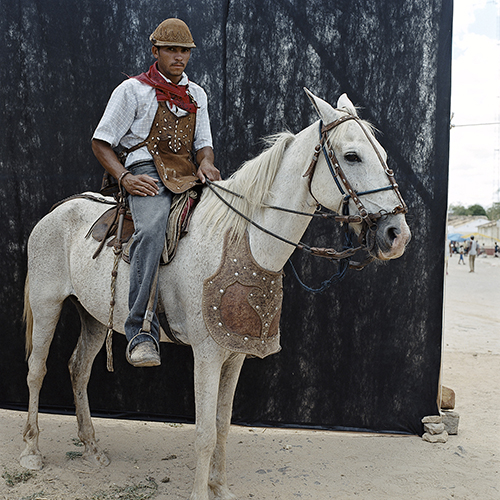
Vaqueiro nordestino, em Pernambuco.

No Nordeste do Brasil, a criação de gado chega no governo de Tomé de Sousa durante o período colonial, primeiramente em Salvador, na Bahia. Até o século XVII o gado era criados dentro dos próprios engenhos de cana de açúcar, mas a pecuária extensiva logo se desenvolveu e o gado criado solto começou a se multiplicar e a destruir s plantações de cana-de-açúcar, o que faz com que a coroa portuguesa decida no século XVIII a proibir a criação de gado a menos de 70 quilômetros do litoral. A partir da imposição dessa legislação que o processo de interiorização do gado começa a tomar forma rumo ao Agreste e Sertão nordestino, o que culmina na criação de fazendas administradas por vaqueiro, que geralmente eram índios e mestiços.

### Sul
Um gaúcho é um cavaleiro habilidoso, reputado por ser corajoso e indisciplinado. A figura do gaúcho é um símbolo popular da Argentina, Paraguai, Uruguai, Rio Grande do Sul no Brasil, parte sul da Bolívia, e sul da Patagônia chilena. Os gaúchos se tornaram muito admirados e renomados em lendas, folclore e literatura e se tornaram uma parte importante de sua tradição cultural regional. Começando no final do século XIX, após o apogeu dos gaúchos, eles foram celebrados por escritores sul-americanos.